# 雜食樸麗魚
雜食樸麗魚，為輻鰭魚綱鱸形目隆頭魚亞目慈鯛科的其中一種，分布於非洲基伍湖流域，棲息深度1-6公尺，體長可達11.9公分，棲息在岩石底質水域，生活習性不明。

## 擴展閱讀
維基物種上的相關：雜食樸麗魚